# Cámara de Senadores de la Provincia de San Luis
La Cámara de Senadores de la Provincia de San Luis es la Cámara Alta del Poder Legislativo de la provincia argentina de San Luis, compuesta por 9 bancas que representan a cada uno de los departamentos en los que se divide la provincia. La mitad de sus miembros se renueva por elección popular cada dos años para un período de cuatro años. 
Quien ejerce la presidencia en las sesiones de la Legislatura es el vicegobernador.
Con sólo 9 bancas es la legislatura provincial más pequeña en la Argentina.

## Historia
La Cámara de Senadores fue creada con la reforma constitucional de 1987, siendo elegidos sus primeros miembro en las elecciones de ese año.

## Composición actual (2025-2027)
| Departamento              | Senador                    | Bloque | Bloque               | Inicio del Mandato | Fin del Mandato |
| ------------------------- | -------------------------- | ------ | -------------------- | ------------------ | --------------- |
| Ayacucho                  | Diego García               |        | Ahora San Luis       | 2025               | 2029            |
| Belgrano                  | Juan Carlos García         |        | Ahora San Luis       | 2025               | 2029            |
| Chacabuco                 | Hugo Omar Olguin           |        | Frente Justicialista | 2023               | 2027            |
| Coronel Pringles          | Juan Alejandro Torres      |        | Frente Justicialista | 2023               | 2027            |
| General Pedernera         | Adolfo Castro Luna         |        | Ahora San Luis       | 2025               | 2029            |
| General San Martín        | Federico Alberto Trombotto |        | Ahora San Luis       | 2025               | 2029            |
| Gobernador Dupuy          | Sergio Ariel Moreyra       |        | Frente Justicialista | 2023               | 2027            |
| Junín                     | Sergio Guardia             |        | Ahora San Luis       | 2023               | 2027            |
| Juan Martín de Pueyrredón | Martin Olivero             |        | Ahora San Luis       | 2023               | 2027            |

## Composición histórica
| 2023-2025                 | 2023-2025             | 2023-2025 | 2023-2025          | 2023-2025          | 2023-2025       |
| Departamento              | Senador               | Bloque    | Bloque             | Inicio del Mandato | Fin del Mandato |
| ------------------------- | --------------------- | --------- | ------------------ | ------------------ | --------------- |
| Ayacucho                  | Diego García          |           | Unión por San Luis | 2021               | 2025            |
| Belgrano                  | Juan Carlos García    |           | Unión por San Luis | 2021               | 2025            |
| Chacabuco                 | Hugo Omar Olguin      |           | Unión por San Luis | 2023               | 2027            |
| Coronel Pringles          | Juan Alejandro Torres |           | Unión por San Luis | 2023               | 2027            |
| General Pedernera         | Adolfo Castro Luna    |           | Cambia San Luis    | 2021               | 2025            |
| General San Martín        | Mariana Cruz          |           | Unión por San Luis | 2021               | 2025            |
| Gobernador Dupuy          | Sergio Ariel Moreyra  |           | Unión por San Luis | 2023               | 2027            |
| Junín                     | Sergio Guardia        |           | Cambia San Luis    | 2023               | 2027            |
| Juan Martín de Pueyrredón | Martin Olivero        |           | Cambia San Luis    | 2023               | 2027            |

| 2021-2023                 | 2021-2023                  | 2021-2023 | 2021-2023      | 2021-2023          | 2021-2023       |
| Departamento              | Senador                    | Bloque    | Bloque         | Inicio del Mandato | Fin del Mandato |
| ------------------------- | -------------------------- | --------- | -------------- | ------------------ | --------------- |
| Ayacucho                  | Diego García               |           | Justicialista  | 2021               | 2025            |
| Belgrano                  | Juan Carlos García         |           | Justicialista  | 2021               | 2025            |
| Chacabuco                 | Marcelo Debandi            |           | Justicialista  | 2019               | 2023            |
| Coronel Pringles          | Daniel Camilli             |           | Justicialista  | 2019               | 2023            |
| General Pedernera         | Adolfo Castro Luna         |           | San Luis Unido | 2021               | 2025            |
| General San Martín        | Mariana Cruz               |           | Justicialista  | 2021               | 2025            |
| Gobernador Dupuy          | Diamela Freixes            |           | Justicialista  | 2019               | 2023            |
| Junín                     | Sergio Guardia             |           | San Luis Unido | 2019               | 2023            |
| Juan Martín de Pueyrredón | María Angélica Torrontegui |           | Justicialista  | 2019               | 2023            |

| 2019-2021                 | 2019-2021                  | 2019-2021 | 2019-2021                   | 2019-2021          | 2019-2021       |
| Departamento              | Senador                    | Bloque    | Bloque                      | Inicio del Mandato | Fin del Mandato |
| ------------------------- | -------------------------- | --------- | --------------------------- | ------------------ | --------------- |
| Ayacucho                  | Diego García               |           | Frente Unidad Justicialista | 2019               | 2021            |
| Belgrano                  | Amelia Mabel Leyes         |           | Frente Unidad Justicialista | 2017               | 2021            |
| Chacabuco                 | Marcelo Debandi            |           | Frente Unidad Justicialista | 2019               | 2023            |
| Coronel Pringles          | Daniel Camilli             |           | Frente Unidad Justicialista | 2019               | 2023            |
| General Pedernera         | Ariel Omar Rosendo         |           | Frente Unidad Justicialista | 2017               | 2021            |
| General San Martín        | Pablo Ernesto Garro        |           | Frente Unidad Justicialista | 2017               | 2021            |
| Gobernador Dupuy          | Diamela Freixes            |           | Frente Unidad Justicialista | 2019               | 2023            |
| Junín                     | Sergio Guardia             |           | San Luis Unido              | 2019               | 2023            |
| Juan Martín de Pueyrredón | María Angélica Torrontegui |           | Frente Unidad Justicialista | 2019               | 2023            |

| 2017-2019                 | 2017-2019                     | 2017-2019 | 2017-2019             | 2017-2019          | 2017-2019       |
| Departamento              | Senador                       | Bloque    | Bloque                | Inicio del Mandato | Fin del Mandato |
| ------------------------- | ----------------------------- | --------- | --------------------- | ------------------ | --------------- |
| Ayacucho                  | Víctor Hugo Alcáraz           |           | Partido Justicialista | 2017               | 2019            |
| Belgrano                  | Amelia Mabel Leyes            |           | Partido Justicialista | 2017               | 2021            |
| Chacabuco                 | María Guedi del Rosario Ortiz |           | Partido Justicialista | 2015               | 2019            |
| Coronel Pringles          | Dominga Estela Torres         |           | Partido Justicialista | 2015               | 2019            |
| General Pedernera         | Ariel Omar Rosendo            |           | Partido Justicialista | 2017               | 2021            |
| General San Martín        | Pablo Ernesto Garro           |           | Partido Justicialista | 2017               | 2021            |
| Gobernador Dupuy          | Sergio Gustavo Freixes        |           | Partido Justicialista | 2015               | 2019            |
| Junín                     | Gloria Petrino                |           | Partido Justicialista | 2015               | 2019            |
| Juan Martín de Pueyrredón | María Angélica Torrontegui    |           | Partido Justicialista | 2015               | 2019            |